# James Clair Flood

La James Clair Flood Mansion en San Francisco

Entrada a desaparecida mansión de Linden Towers

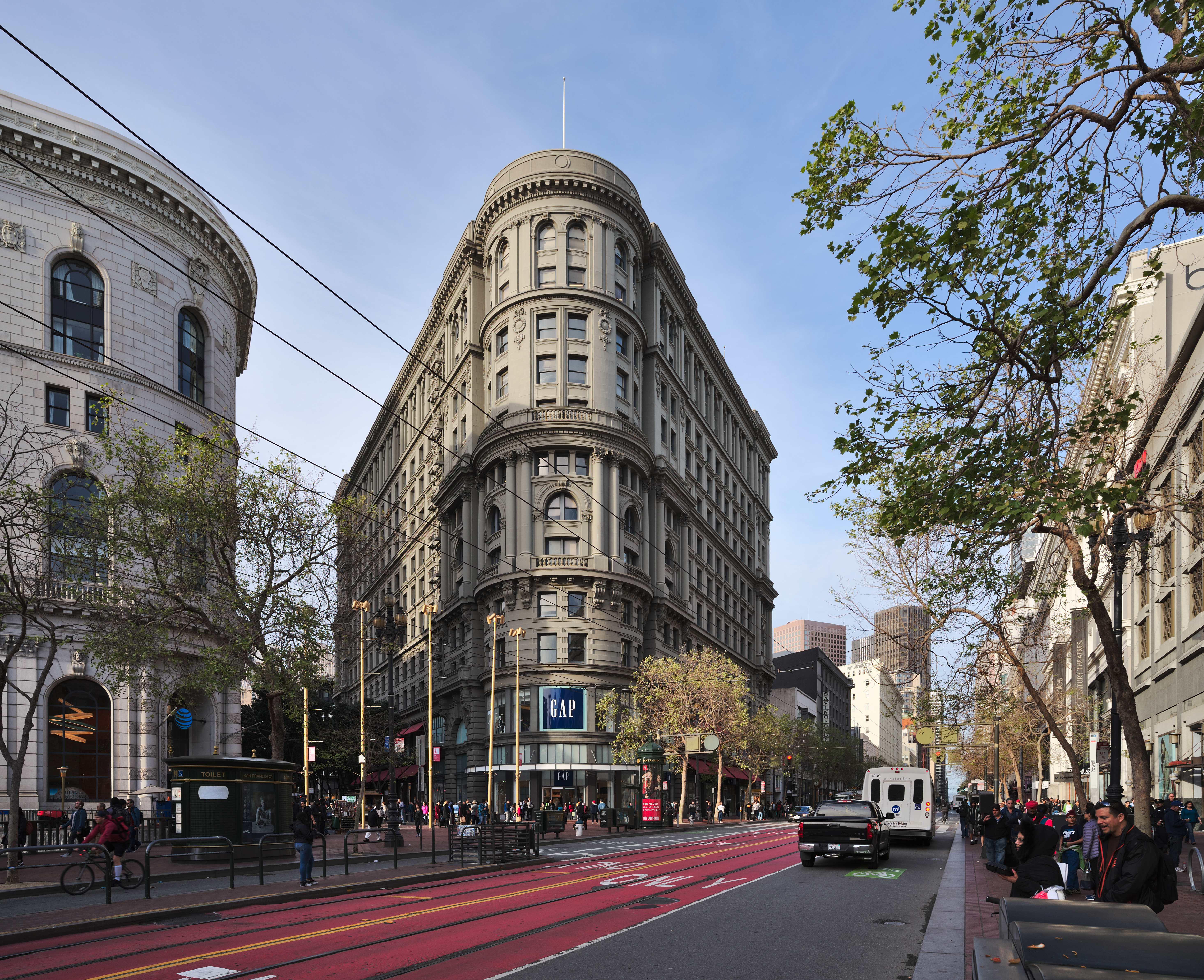
El Flood Building en San Francisco

James Clair Flood (25 de octubre de 1826 - 21 de febrero de 1889) fue un empresario estadounidense de origen irlandés que hizo fortuna gracias a las minas de plata de la veta Comstock en Nevada.
Sus operaciones mineras se citan actualmente como un ejemplo sobresaliente de lo que se puede hacer con un rico filón de mineral combinado con un extraordinario genio para manipular el mercado. Acumuló millones de dólares como uno de los famosos "Reyes de Bonanza", y se considera que fue uno de los 100 estadounidenses más ricos de su tiempo, dejando una enorme fortuna. También es conocido por sus dos mansiones, la James C. Flood Mansion en el 1000 de California Street en San Francisco, y Linden Towers ubicada en Menlo Park, derribada en 1936.

## Biografía
James Clair Flood nació en Staten Island, Nueva York, hijo de inmigrantes irlandeses. Estudió hasta el octavo grado, y luego fue aprendiz de un carrocero de Nueva York. En 1849 embarcó hacia San Francisco, atraído por la fiebre del oro. Después de algunos éxitos en las minas, regresó al este para casarse con Mary Emma Leary, originaria del Condado de Wexford en Irlanda. En 1854 ya habían regresado a San Francisco.
Flood tuvo dos hijos, Jennie que nunca se casó, y James L. (nacido en 1857), que a su vez tuvo un hijo, James Flood (nacido en 1900) y una hija, Mary Emma Flood (nacida en 1908, y que se casó con Theodore Stebbins). Como homenaje a su padre, James L. construyó el Flood Building en la calle Market de San Francisco, que en 2003 aún era propiedad de la familia Flood.

## Origen de su fortuna
En 1857, James Flood abrió un saloon con su socio William S. O'Brien en la calle Washington de San Francisco (California). En 1858 vendieron el salón y se convirtieron en agentes de bolsa. Después del descubrimiento de plata en Nevada en 1859, los dos socios comenzaron a invertir en acciones mineras. Al año siguiente, Flood y O'Brien formaron una sociedad con sus compatriotas irlandeses James Graham Fair, un superintendente de minas, y John William Mackay, un ingeniero de minas, y unieron sus fuerzas para operar con los derechos de las minas de plata Virginia y California en la Veta Comstock, en Nevada.
Mackay y Fair tenían el conocimiento minero, y Flood y O'Brien recaudaron el dinero. El precio de compra de los derechos mineros, que luego se convertirían en una fabulosa fuente de riqueza, fue de alrededor de 100.000 dólares. La emisión de acciones original fue de 10.700 títulos, que se vendieron entre 4 y 5 dólares cada uno.

## Especulación bursátil
La nueva empresa obtuvo el control de las acciones de la Consolidated Virginia Mining Company en 1873, y fue en esta mina donde se descubrió la bonanza de plata más grande de la historia en 1873. El filón del mineral tenía más de 350 m de profundidad, capaz de rendir hasta 632 dólares por tonelada. Poco después de descubrir la "gran bonanza", el precio de las acciones se disparó de forma espectacular. Tradicionalmente, se atribuye a Flood el haber dirigido las maniobras financieras posteriores en lo que respecta al mercado de valores.
San Francisco y todo el mundo de la minería se contagiaron de una fiebre apasionada ante los primeros informes que confirmaban la riqueza de los filones descubiertos. La primera emisión de acciones se convirtió en dos emisiones de 108.000 acciones cada una, y para mediados de 1875 el valor especulativo de las dos minas estaba cerca de los 1000 millones de dólares. Las acciones llegaron a alcanzar los 710 dólares.
Se dijo que en los primeros seis meses de 1875 la producción de las minas promedió 1,5 millones de dólares mensuales.
Los asientos en la Bolsa de Valores y en la Bolsa de San Francisco escalaron hasta los 25.000 dólares cada uno como resultado del desmedido interés de los inversores. Distintos grupos de interés intentaron obtener el control de las ricas propiedades mineras, produciéndose el inevitable choque en el que numerosos inversores se vieron arrastrados al desastre financiero.
Sin embargo, los "Reyes de Bonanza" se beneficiaron de la situación, ya que a finales de 1875, Flood y O'Brien centraron su interés en convertirse en líderes de las finanzas. Después de haber producido 133.471.000 de dólares, las minas consolidadas de Virginia y California ya no pudieron seguir siendo operadas de manera rentable.

## Banco de Nevada
Se decía que la "Firma Bonanza" se mantenía unida gracias a Flood, aunque era el más impopular de los socios, y algunos lo consideraban un especulador sin escrúpulos. Flood y O'Brien operaban independientemente de Fair y Mackay. Cuando llegaron al sector financiero, se encontraron con la feroz resistencia de William Sharon y de William C. Ralston del Banco de California. Como resultado de una batalla entre los dos grupos, el Banco de California quebró y Flood y O'Brien fundaron el Banco de Nevada.
Desde ese momento fueron las finanzas, más que la minería, la principal ocupación de Flood, y gran parte de su riqueza se destinó a bienes raíces. Los desacuerdos entre los socios y un intento desafortunado de acaparar el mercado mundial del trigo en 1887 le costaron millones a la empresa.[cita requerida]